# Sankt Katharein an der Laming
Sankt Katharein an der Laming is een plaats en voormalige gemeente in het noorden van de Oostenrijkse deelstaat Stiermarken. Het is een ortschaft van de gemeente Tragöß-Sankt Katharein, die deel uitmaakt van het district Bruck-Mürzzuschlag.
De gemeente Sankt Katharein an der Laming telde in 2013 971 inwoners. Tot eind 2012 lag ze in het district Bruck an der Mur. In 2015 ging ze bij een herindeling samen met Tragöß, waarbij de gemeente Tragöß-Sankt Katharein ontstond.
Stadsgemeenten:
Bruck an der Mur · Kapfenberg · Kindberg · Mariazell · Mürzzuschlag

Marktgemeenten:
Aflenz · Breitenau am Hochlantsch · Krieglach · Langenwang · Neuberg an der Mürz · Sankt Barbara im Mürztal · Sankt Lorenzen im Mürztal · Sankt Marein im Mürztal · Thörl · Turnau

Overige gemeenten:
Pernegg an der Mur · Spital am Semmering · Stanz im Mürztal  · Tragöß-Sankt Katharein
- Gemeinsame Normdatei: 4596124-4
- Virtual International Authority File: 237453119